# 党指挥枪
“党指挥枪”一言最初出自中国共产党领导人毛泽东在1938年写成的《战争和战略问题》一文，原文为“我们的原则是党指挥枪，而决不容许枪指挥党。”
毛泽东认为，由于帝国主义与封建制度的双重压迫，中国共产党是无法通过和平合法性斗争取得胜利；他还提到，在第一次国共合作期间，中共“忽视了军队的争取，片面地着重于民众运动”，最终在国共分裂后遭到镇压；然后，毛泽东以中国国民党控制军队的战争史来引例说明中共应该“枪杆子里面出政权”，同时提出了“党指挥枪，而决不容许枪指挥党”的原则。
中国共产党坚持党对军队的绝对领导，把军队视为维护政权的工具，即“用枪杆子巩固政权”，反对军队国家化。

## 发展历史
中国共产党从早期建立时，在第一个纲领中明确提出“革命军队必须与无产阶级一起推翻资本家的政权”。毛泽东认为，中国共产党无法通过和平方式在革命斗争中取胜，而且在国共第一次合作中，因为忽视了军队的争取，片面地着重于民众运动，从而被武装镇压，所以确立了中国共产党必须建立一支共产党独立领导的革命军队。
之后在秋收起义严重挫折，人员大量损失，军心涣散。该次起义部队领导者毛泽东在三湾村对剩余人员进行改编（三湾改编），并且落实“支部建在连上”，从组织上实现了党对基层和士兵的直接掌握。其曾经在1928年11月25日《井冈山的斗争》一文中总结说，中国工农红军之所以艰难奋战而不散，“支部建在连上”是一个重要原因。
在长征途中，张国焘與毛泽东依靠兵权，曾多次试图爭夺中共中央的領導权，中共中央因北上與南下的分歧分裂為二，後來南下期間損兵折將的張國燾被共產國際命令取消其「第二中央」。毛泽东在1938年11月6日《战争和战略问题》一文中表示：“共产党员不争个人的兵权，但要争党的兵权，要争人民的兵权。我们的原则是党指挥枪，而决不容许枪指挥党。”
中国抗日战争全面爆发后，国共第二次合作，中国国民党领导的国民政府要求中共交出军队、放弃军权，并派遣康泽到八路军任政治部副主任，遭到毛泽东的拒绝。而在党内，王明主张「建立全国统一的国防军”，毛泽东也因此强调指出，红军及一切游击队中，共产党不许可“共产党绝对独立领导”的原则上动摇。据此，中共恢复了部队政治委员制度和政治部的名称。

## 法律基础与实现
1975年和1978年版本的《中华人民共和国宪法》均有中国共产党中央委员会主席统帅全国武装力量之规定，故这两部宪法均明确肯定党领导军队，而排斥军队国家化。现行的《中华人民共和国宪法》制定于1982年，其对军队有以下的规定：
- 《中华人民共和国宪法》第五条規定：「一切国家机关和武装力量、各政党和各社会团体、各企业事业组织都必须遵守宪法和法律。一切违反宪法和法律的行为，必须予以追究。任何组织或者个人都不得有超越宪法和法律的特权」。
- 《中华人民共和国宪法》第二十九条規定：「中华人民共和国的武装力量属于人民。它的任务是巩固国防，抵抗侵略，保卫祖国，保卫人民的和平劳动，参加国家建设事业，努力为人民服务」。
- 《中华人民共和国宪法》第九十三条規定：「中华人民共和国中央军事委员会领导全国武装力量」。
- 《中华人民共和国宪法》第九十四条规定：「中央军事委员会主席对全国人民代表大会和全国人民代表大会常务委员会负责」。

而另外有一部分组织条例用以规定该原则：
- 《中国人民解放军政治工作条例》第一章第四条规定：“中国人民解放军必须置于中国共产党的绝对领导之下，其最高领导权和指挥权属于中国共产党中央委员会和中央军事委员会。”[10]

中国共产党对军队的绝对领导是通过一系列根本制度来保证，主要包括：军队的最高领导权和指挥权集中于党中央和中央军委、军队党委制、政治委员制、政治机关制等。
- 军队的最高领导权和指挥权集中于党中央和中央军委[註 1]：中国人民解放军必须置于中国共产党的绝对领导之下，其最高领导权和指挥权属于中国共产党中央委员会和中央军事委员会。《中华人民共和国宪法》规定，中华人民共和国的武装力量属于人民，中华人民共和国中央军事委员会领导全国武装力量。《中华人民共和国国防法》规定，中华人民共和国的武装力量受中国共产党领导。这就从法律上确立了党领导军队的基本制度，同时又明确了国家对军队的领导。

- 军队党委制：中国共产党在中国人民解放军建立各级党的委员会（支部）的制度。中国共产党在中国人民解放军团以上部队和相当于团以上部队的单位设立党的委员会，在营和相当于营的单位设立党的基层委员会，在连和相当于连的单位设立党的支部。党的各级委员会（支部）是各该单位统一领导和团结的核心，实行党委（支部）统一的集体领导下的首长分工负责制。

- 政治委员制：中国人民解放军在连级以上部队设立政治主官的制度。中国人民解放军在团以上部队设立政治委员，营设立政治教导员，连设立政治指导员。其他相当等级单位政治主官的设立，由中央军委或者中央军委授权的单位决定。

- 政治机关制：中国人民解放军在团级以上部队设立政治机关的制度。在全军设立总政治部，在旅级以上部队设立政治部，团设立政治处；其他相当等级单位政治机关的设立，由中央军委或者中央军委授权的单位决定。中国人民解放军中的政治机关是军队政治工作的领导机关，负责管理军队中党的工作，组织进行政治工作。

## 评价
1989年，邓小平表示：“我们的传统是军队听党的话，不能搞小集团，不能搞小圈子，不能把权力集中在几个人身上。军队任何时候都要听中央的话、听党的话，选人也要选听党的话的人。军队不能打自己的旗帜。”
1995年，江泽民在中央军委扩大会议上讲话，指出必须保证党对军队的绝对领导。他说：“新民主主义革命时期，我军执行的政治任务是通过武装斗争推翻‘三座大山’、建立新中国，就是毛泽东同志讲的‘枪杆子里面出政权’。新中国成立以后，我军执行的政治任务是维护祖国统一，保障国家安全和社会稳定，保卫和参加社会主义建设事业，也就是用枪桿子巩固政权、捍卫社会主义江山。”
2004年，胡锦涛在中央军委扩大会议上指出：“坚持党对军队的绝对领导，是我军建设和发展的首要问题。我们对这个问题要始终关注、抓住不放，任何时候、任何情况下都不能有丝毫含糊和动摇”。

## 军队国家化的态度
2011年3月，中央军委副主席徐才厚在驻福建部队调研时强调，要旗帜鲜明地抵制“军队非党化、非政治化”和“军队国家化”等错误政治观点。
2012年5月15日《解放军报》发表评论文章《领导干部要做讲政治顾大局守纪律的表率》指出：一直以来，“军队非党化、非政治化”“军队国家化”的鼓噪声不绝于耳，必须深刻认清这些错误言论背后的阴谋，深刻理解党对军队绝对领导的历史渊源和地位作用，切实在这个重大原则立场上不犹豫、不含糊、不动摇。必须带头遵守和执行根本制度，自觉把自己置于党组织的领导之下，确保枪桿子永远听党指挥。
有评论认为，中华人民共和国宪法虽然未能明确写出“军队国家化”，但其“中央军事委员会主席对全国人民代表大会和全国人民代表大会常务委员会负责”之规定从程序上已经规定了军队统帅应由国家机关而非政党选举产生，且其法律条文并未排除全国人大选举中国共产党外其他政党人员或无党派人士统帅军队之可能，故该宪法已具备军队国家化的实质。

## 其他社会主义国家
历史上，多个社会主义国家遵从“党指挥枪”的原则，执政党的主要负责人在多数情况下兼任军事统帅，以巩固党对国家的绝对领导：
| 主权国家                   | 政党领袖                           | 政党职务                                 | 国家职务                                                         | 军事职务                                                                |
| 历史上的社会主义国家       | 历史上的社会主义国家               | 历史上的社会主义国家                     | 历史上的社会主义国家                                             | 历史上的社会主义国家                                                    |
| -------------------------- | ---------------------------------- | ---------------------------------------- | ---------------------------------------------------------------- | ----------------------------------------------------------------------- |
| 苏维埃社会主义共和国联盟   | 苏联共产党中央委员会总书记         | 苏联共产党中央政治局委员                 | 前期：苏联部长会议主席 后期：最高苏维埃主席团主席 末期：苏联总统 | 前期：苏联国防委员会主席 后期：苏联国防会议主席                         |
| 德意志民主共和国           | 德意志统一社会党中央委员会总书记   | 德意志统一社会党中央政治局委员           | 德意志民主共和國国务委员会主席                                   | 德意志民主共和國国防委员会主席                                          |
| 罗马尼亚社会主义共和国     | 罗马尼亚共产党中央委员会总书记     | 罗马尼亚共产党中央政治局委员             | 罗马尼亚总统                                                     | 罗马尼亚武装部队总司令                                                  |
| 保加利亚人民共和国         | 保加利亚共产党中央委员会总书记     | 保加利亚共产党中央政治局委员             | 保加利亚国务委员会主席                                           | 保加利亚人民军总司令                                                    |
| 波兰人民共和国             | 波兰统一工人党中央委员会第一书记   | 波兰统一工人党中央政治局委员             | 波兰国务委员会主席                                               | 波兰人民共和国国防委员会主席 波兰人民军总司令                           |
| 捷克斯洛伐克社会主义共和国 | 捷克斯洛伐克共产党中央委员会总书记 | 捷克斯洛伐克共产党中央政治局委员         | 捷克斯洛伐克总统                                                 | 捷克斯洛伐克国防委员会主席 捷克斯洛伐克人民军总司令                     |
| 匈牙利人民共和国           | 匈牙利社会主义工人党总书记         | 匈牙利社会主义工人党中央政治局委员       | 匈牙利总统                                                       | 匈牙利人民军总司令                                                      |
| 蒙古人民共和国             | 蒙古人民革命党中央委员会总书记     | 蒙古人民革命党中央委员会、中央政治局委员 | 大人民呼拉尔主席团主席                                           | 蒙古人民军总司令                                                        |
| 现存的社会主义国家         |                                    |                                          |                                                                  |                                                                         |
| 中华人民共和国             | 中国共产党中央委员会总书记         | 中国共产党中央政治局常务委员会委员       | 中华人民共和国主席                                               | 中国共产党中央军事委员会主席 中华人民共和国中央军事委员会主席           |
| 越南社会主义共和国         | 越南共产党中央委员会总书记         | 越南共产党中央政治局委员                 | 越南社会主义共和国主席                                           | 越共中央军事党委书记                                                    |
| 朝鲜民主主义人民共和国     | 朝鲜劳动党总书记                   | 朝鲜劳动党中央政治局常务委员会委员       | 朝鲜国务委员长                                                   | 朝鲜劳动党中央军事委员会委员长 朝鲜民主主义人民共和国武装力量最高司令官 |
| 老挝人民民主共和国         | 老挝人民革命党中央委员会总书记     | 老挝人民革命党中央政治局委员             | 老挝人民民主共和国主席                                           | 老挝人民革命党中央国防与治安委员会主席                                  |
| 古巴共和国                 | 古巴共产党中央委员会第一书记       | 古巴共产党中央政治局委员                 | 古巴共和国主席                                                   | 古巴革命武装力量总司令                                                  |